# Cueva Hoyo de la Mina
La Cueva Hoyo de la Mina fue un yacimiento arqueológico que se encontraba a 9 km de la ciudad de Málaga, concretamente en un macizo de caliza jurásica que recibía el nombre de Cantal Grande, cuyo tajo separaba esta del conjunto de yacimientos arqueológicos Complejo del Humo. Su exploración y redescubrimiento por Miguel Such tuvo lugar en el año 1917, aunque el estudio profundo no se realizó hasta el año siguiente. En ella encontrábamos niveles estratigráficos que comprenden desde el Paleolítico hasta el Neolítico.

## Historia
La cueva fue redescubierta en el año 1917 por Miguel Such (1889-1945) durante una excursión espeleológica, aunque, anteriormente, ya era conocida como la Cueva del Tío Leal. Sin embargo, debido a diversos problemas, su estudio no comenzaría hasta 1918. Según los estudios de Miguel Such, publicados en 1920, la cueva alcanzaba una longitud de noventa metros, pudiéndose dividir en tres partes:
- La sala uno, también conocida como principal, concentraba una gran cantidad de restos arqueológicos, y se encontraba localizada junto a la entrada primitiva de la cueva.
- La sala tres, la tras-cueva, que poseía enterramientos neolíticos muy mal conservados, debido a la humedad del suelo.
- Y, por último, la sala dos, a la que se accedía a través de un largo pasillo, de ocho metros de extensión, donde se encontraban diversos restos neolíticos y capienses (periodo avanzado del Paleolítico Superior).

Las investigaciones de la cueva fueron abandonadas por Such y el Conde de la Vega del Sella antes de la Guerra Civil, sin motivo aparente, aunque se baraja la hipótesis de que existiera una falta de subvención. A partir de este momento, el acceso a la cueva era prácticamente imposible, estos debido a que los terrenos se encontraban bajo propiedad de la Fábrica de Cementos Sociedad Financiera y Minera S.A. Todo ello, a pesar, de la inevitable la penetración de intrusos expoliadores. Hubo que esperar a las labores investigadoras de Julián Ramos, realizadas entre los años 1996-2001 en el conjunto de cuevas localizadas al otro lado del tajo, para poner de manifiesto el peligro de desaparición que corría la cueva, debido al avance de la cantera.  
De esta forma, y junto a la denuncia en la Delegación Provincial de la Consejería de Cultura de la Junta de Andalucía, situada en Málaga, fue posible realizar una intervención, que constaba de dos fases: una primera de control arqueológico (1996-1997) y, una segunda, en caso de que este control resultase positivo, a propósito de actuar en la estructura.   
Finalmente, se llegó a un acuerdo por parte de la Delegación junto a los responsables del proyecto y la Sociedad Financiera y Minera. Así, tras el despeje de escombros; el estudio espeleogenético, y el estudio de las posibilidades para la seguridad laboral, cierre, protección e infraestructuras para la excavación, se procedió al estudio de campo que duró hasta agosto de 1998. Una vez analizados los resultados y las analíticas, se continuó con la segunda fase, pero con el fin de recuperar el sedimento, pues la cueva se encontraba en alerta de derrumbe. Los trabajos duraron un año y se estudiaron todos los sedimentos conservados y sus posibilidades para conclusiones cerradas.

## Secuencia estratigráfica según los estudios de Miguel Such

### Paleolítico (nivel inferior)
El nivel inferior perteneciente al periodo paleolítico posee un amontonamiento de cenizas, mariscos, peces y crustáceos, todo ello bajo dos pisos de hogares. Entremezclados, encontramos restos de sílex, muchos de ellos con retoques marginales típicos del Auriñaciense. Son de mayor tamaño que las épocas posteriores, distinguiéndose: hojas retocadas de dorso rebajado, de muesca y otro retoque que pretende dar forma de mango, puntas de dorso rebajado parecidas a las del Chatelperron y la Gravette, raspadores aquillados, apuntados y en extremo de hoja, buriles sobre hojas y en forma de hojas y, por último, hojas cincel. En la misma capa se encontró un canto lavado de arenisca y un alfiler de pizarra arcillosa de superficie alisada sin el pulimento del Neolítico.  
La industria ósea es escasa. Se hallaron una punta de hueso incompleta, ancha y aplanada, con la parte superior redonda para después agudizarse. Otro elemento era un anzuelo grande sin punta.  
En cuanto a ornamentación, a diferencia del nivel superior, obtienen sus materiales de los alimentos que obtienen, como es el colmillo de un animal marino que fue utilizado para la realización de un colgante, o el de un jabalí que aparece doblemente agujereado con forma circular. En este último, entre las dos perforaciones, una de ellas sin terminar, se encuentra un pequeño grabado. Por último, las excavaciones realizadas por Miguel Such proporcionaron adornos realizados con vértebras de peces que tenían las apófisis desgastadas y los bordes alisados. Solo encontramos en esta capa un fragmento de brazalete cuadrangular exteriormente pulimentado y ambas caras regularizadas, y un colgante que podía interpretarse como un anillo.  
Los restos antrópicos demuestran la presencia de huesos de un único individuo, del cual se perdieron algunos por las distintas intromisiones anteriores a Such. Los encontrados son: un húmero izquierdo sin cabeza, sin un trozo de la diáfisis y con una perforación natural en el centro de la región del codo; dos clavículas, una entera y otra sin extremidad acromial; la parte inferior del esternón, con dos costillas por ambos lados; fragmentos de omóplatos, y dos vértebras dorsales sin apófisis lateral y espinal.  

### Paleolítico (nivel superior)
El nivel superior del paleolítico, que se destaca en la secuencia estratigráfica, compone una capa muy delgada perteneciente, en su mayoría, al nivel mixto. Esta cota presenta una industria lítica con indicios de retoques y en cuya tipología frecuentan: las hojas de dorso rebajados (quince), raspadores de forma circular y pequeños, aunque también los hay dobles y en forma de hocico, perforadores (tres, dos retocados, uno cóncavo y otro convexo) y buriles.  
En cuanto a industria ósea, solo se halla un cincel de hueso mal conservado, que tuvo líneas paralelas longitudinales grabadas. Si bien, se han encontrado conchas agujereadas y las primeras espirales de caracol marino con perforaciones centrales. También, un anzuelo proveniente de una concha de patela con una punta agudizada y un retoque que rebajaba el filo natural convirtiéndolo en una muesca.  

### Nivel mixto
El considerado nivel mixto  (presencia de neolítico en capas estratigráficas del Epipaleolítico) por Miguel Such, en su obra de 1920, presenta una industria lítica variada, en la que destaca la presencia de hojas y puntas sin retoques, lascas de tipo achelense de diferentes tamaños, hojas gruesas, hendidores de forma cuadrilonga, microlitos geométricos y raspadores.  
Como ya se ha visto en los anteriores niveles estratigráficos, la ornamentación también estaba presente en esta cota. Aquí predominaban las conchas marinas con agujeros para su enhebrado o caracoles sin su primera o segunda espiral.  
De restos antropológicos solo se encuentran molares de diferentes edades, que propician a la duda del cambio de posición. Los hallados en la sala número uno se encontraban fuera de las cenizas, mientras que los del habitáculo dos, era rara la ocasión en los que no estaban revueltos. Se sabe también de la presencia de un pozo funerario neolítico, no muy lejos de la cueva, con huesos que conservaban restos de pigmentos rojos, lo que parecía evidenciar despojos de un rito funerario.  
En una toba de la cueva, donde había evidencias de cerámicas y sílex tallados con conchas, así como restos de cenizas, se encontraron fragmentos de parietales que encajan, aunque no al completo por la presión estalagmita. De esta forma, podemos evidenciar un neolítico antiguo, aunque difiere de la industria lítica que no se corresponde con el nivel.  

### Neolítico

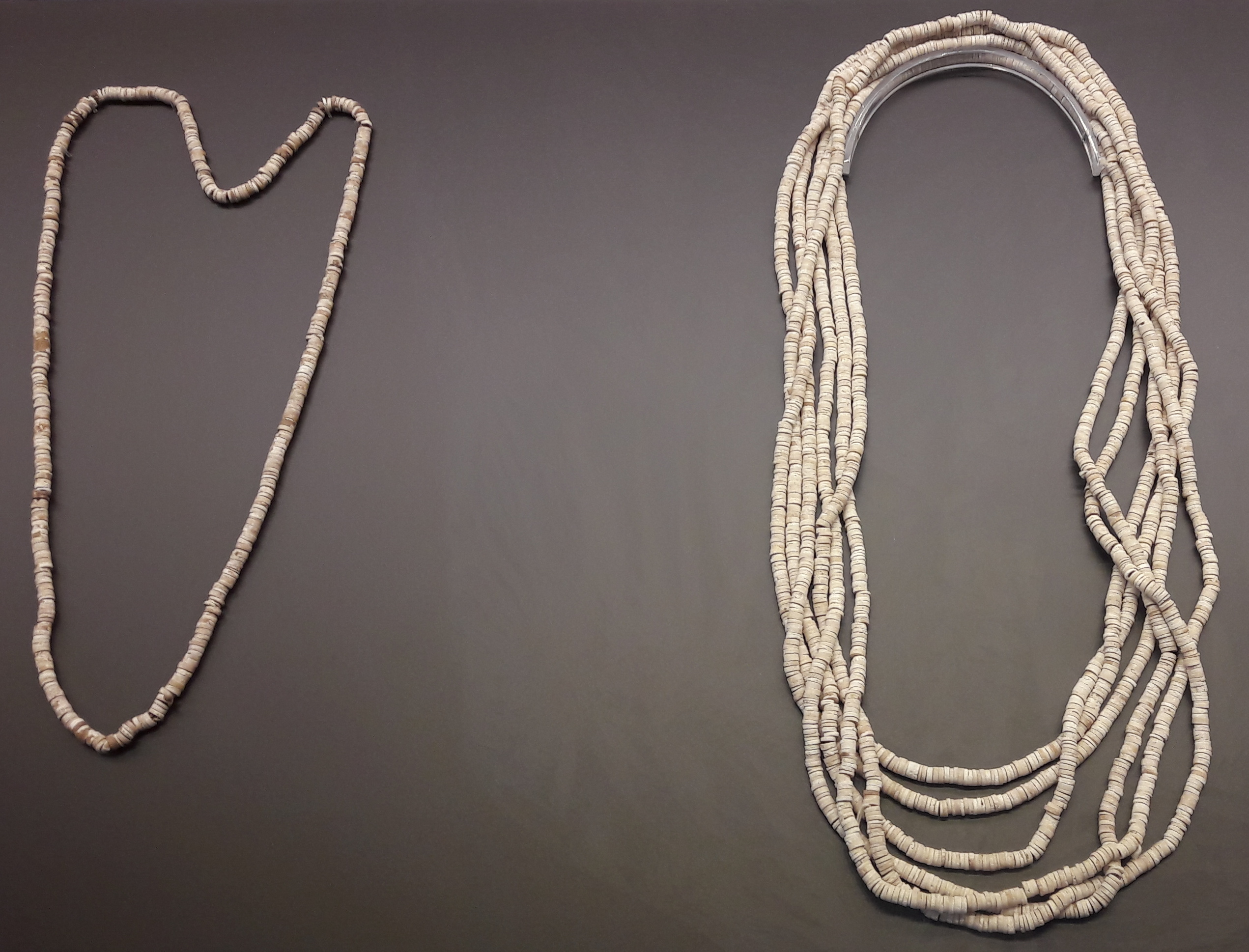
Collares neolíticos de piedra, concha y hueso procedentes de la Cueva del Hoyo de la Mina, Museo de Málaga.

Miguel Such considera este nivel como típicamente funerario a pesar de la existencia de hogares pues, con el descubrimiento de una entrada primitiva artificialmente cerrada, comprendió la funcionalidad sepulcral. Podemos decir que antropológicamente no tiene importancia, ya que los restos fueron fragmentados en los diversos expolios. Sin embargo, si la tiene arqueológicamente gracias a la cerámica y los ornamentos.  
La mayoría de los restos encontrados estaban fragmentados, aunque algunos fueron reconstruidos, permitiendo conocer su ornamentación. La variedad era amplia. Miguel Such las dividió en dos grandes grupos: sin dibujos con superficie alisada o no alisada, o con dibujos grabados o aplicados.
Las cerámicas lisas pueden encontrarse pintadas de negro o rojo y, su masa, estaba cocida a fuego con una técnica evolucionada. Aunque también, se encontraron elementos toscos, sin decoraciones y con un tono rojo ladrillo o un negro, proveniente de sustancias orgánicas que se unieron al barro y luego fueron carbonizadas. También hay otra clase de superficie menos lisa pero muy acabada y de color rojo, muy parecida a los actuales botijos.
Dentro de la cerámica con dibujo, Such distingue aquella de adornos aplicados. Los motivos que más destacaban eran ondas que unían las asas a modo de prolongación, pegadas y después grabadas. Las bandas eran sencillas, y podían estar en la parte superior e inferior del asa cuando eran únicas. La diferencia parte de que, si partían del extremo inferior, la curvatura era más pronunciada. Pueden ser dobles en algunos casos. También se encontraron fragmentos de vasos de cuello estrecho y forma oval, en concreto: tres diferentes vasijas y una cerámica de ornamentación mixta.  
La cerámica con adornos grabados se encontraba bastante decorada y perfeccionada, pero siempre sin pigmentación, excepto si era mixta. Miguel Such, subdividió esta categoría en cerámica: punteada, con incisiones triangulares, líneas rectas, pectiniformes, grabados complejos y bandas.  
Los brazaletes y collares son otros de los restos arqueológicos hallados en cueva Hoyo de la Mina. Los primeros eran variados en tamaños y formas, así como numerosos; mientras que los collares no eran heterogéneos, reduciéndose básicamente a dos tipos: circulares con una perforación, o con forma de lágrima o pera. Solo estos últimos podían presentar una mínima transformación en tamaño o material. El collar, que podía considerarse como uno de los restos más importantes, fue encontrado en la sala dos, cuyas cuentas eran circulares, con una perforación cónica en el centro que permitía ver las grietas de la incisión.  

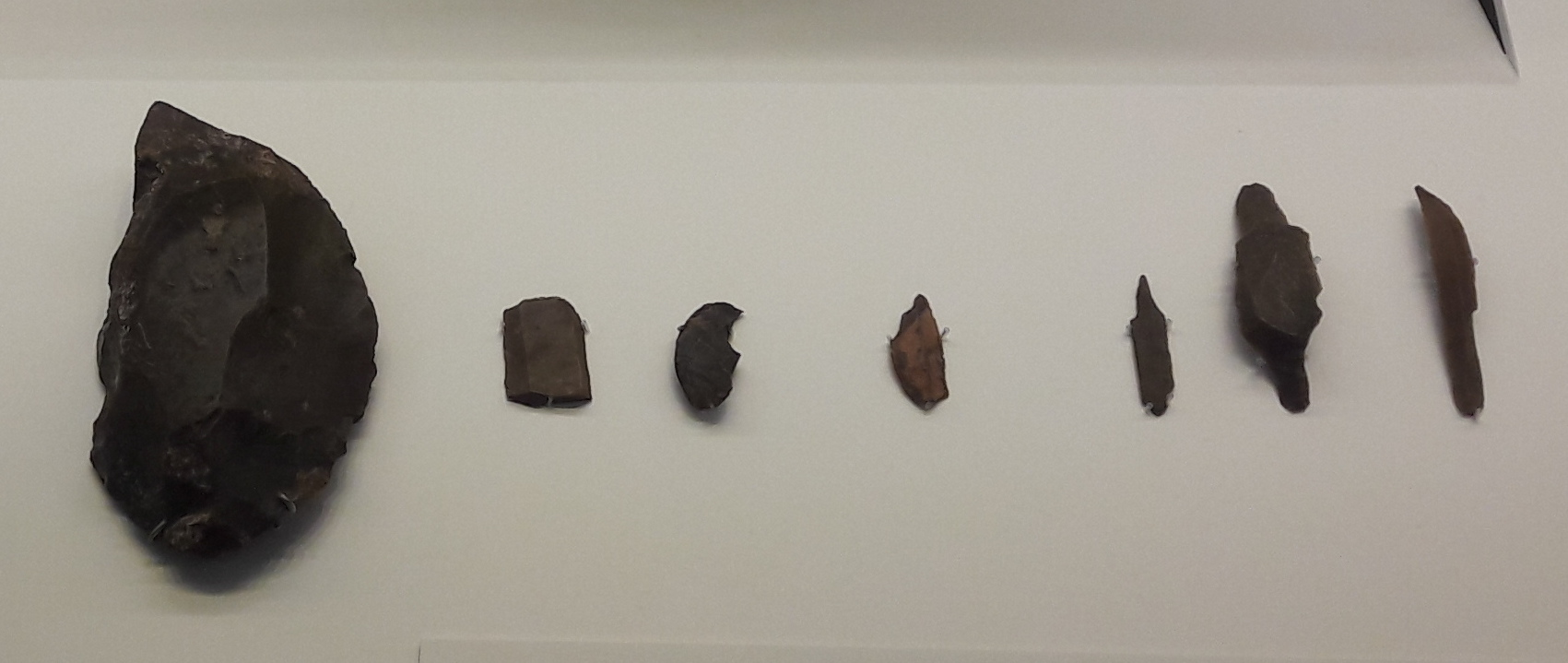
Gran buril, raspador, buril, punta, raspador, perforador y hoja de sílex tallado hallados en la cueva, Museo de Málaga.

Por otro lado, también fueron importantes los objetos de piedras, entre los que se encontraron: hachas pulimentadas, ídolos en forma de violín, manos de mortero, percutores, cantos rodados de caliza, triángulos de pizarra ferrosa, pizarras micáceas y molinos. Se encontró, además, un sílex clasificado por Such como un raspador nucleiforme.
Los huesos trabajados eran escasos y poco variados, pues solo se  encontraron ocho punzones, de los que se conservan dos. De igual manera, se encontró una falange, con señas de intentar darle forma de hocico y orejas, por lo que no se descartó cierta simbología.  
En esta secuencia, los únicos restos encontrados se redujeron a tres fragmentos pertenecientes a diferentes bóvedas craneanas, molares de diferentes individuos y edades, y algunas vértebras. A modo general, los cuerpos eran depositados en rincones de los extremos laterales de estrechas galerías.

## Investigaciones recientes
Tras las excavaciones de Miguel Such, estas se retomaron, ante el peligro inminente de derrumbe, entre los años 1996-2001. El registro arqueológico muestra un repertorio amplio de los que aún no se conocen datos definitivos:  
- Industria lítica: se localizan hojas y hojitas, también encontramos láminas con retoques laterales, raspadores y numerosas laminitas de dorso[2]
- Industria lítica pulimentada: pocos vestigios, escasas muestras de hachas y azuelas.[2]
- Industria ósea: no es abundante, se localizan punzones.[2]
- Cerámica: en este aspecto si se localiza un amplio margen de variedades que evidencian un gran cuidado y especialización. Los vasos localizados evidencian motivos geométricos simples que pueden llegar a un grado de complejidad con la aplicación de cuellos.  Un rasgo general es el uso del tratamiento de bruñido, lo que evidencia un gran nivel de cuidado. Las técnicas de decoración son variadas, pero destacan las incisiones, las aplicaciones plásticas, el relieve y la decoración “almagra”.[2]